# Barnets Magt
Barnets Magt er en stumfilm fra 1915 instrueret af Holger-Madsen.